# 乔乌尔塔拉姆
乔乌尔塔拉姆（Courtalam），是印度泰米尔纳德邦Tirunelveli县的一个城镇。总人口2368（2001年）。

## 人口
该地2001年总人口2368人，其中男性966人，女性1402人；0—6岁人口175人，其中男87人，女88人；识字率75.38%，其中男性为77.64%，女性为73.82%。